# Juri Jewlampijewitsch Titow

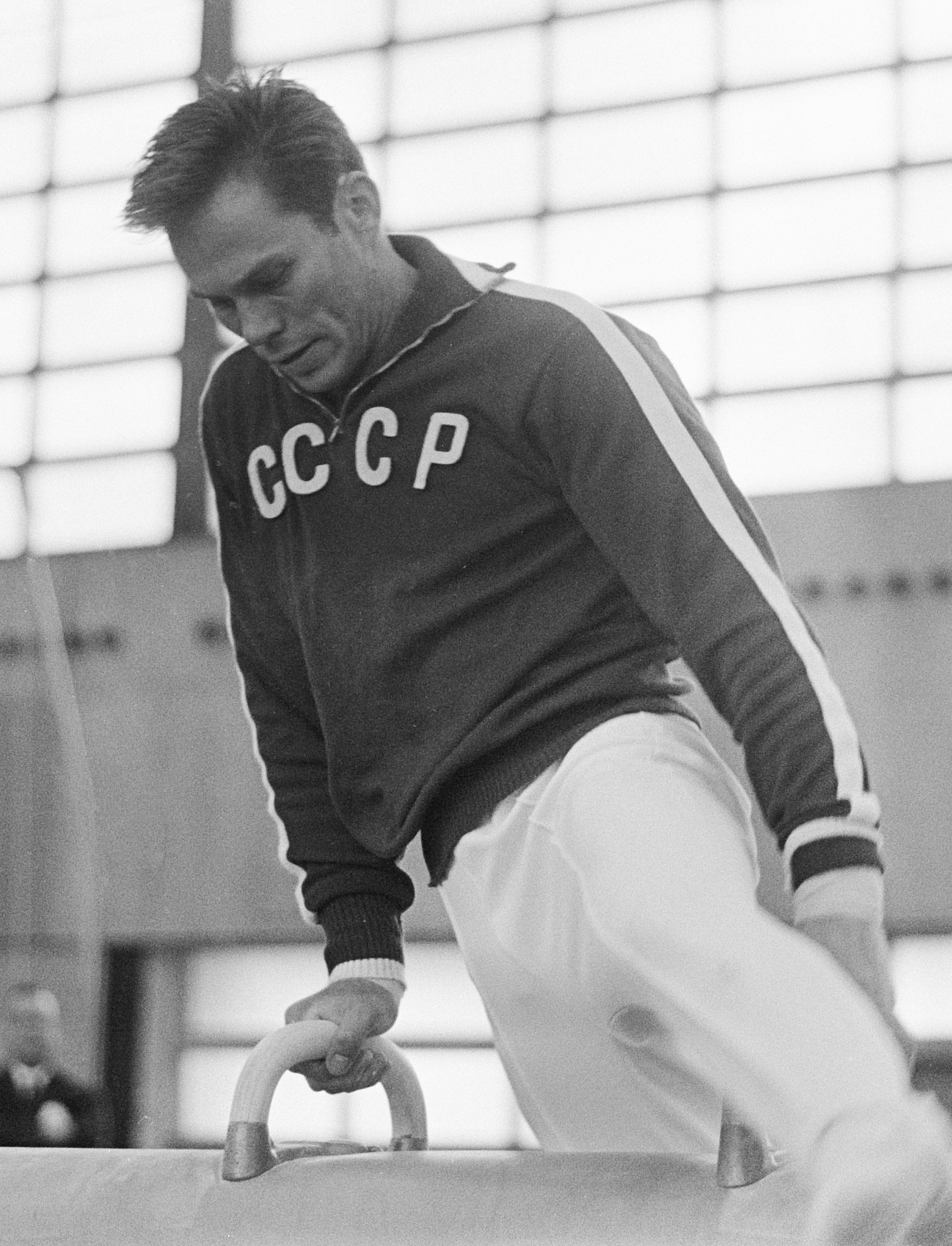
Juri Titow, Dortmund 1966

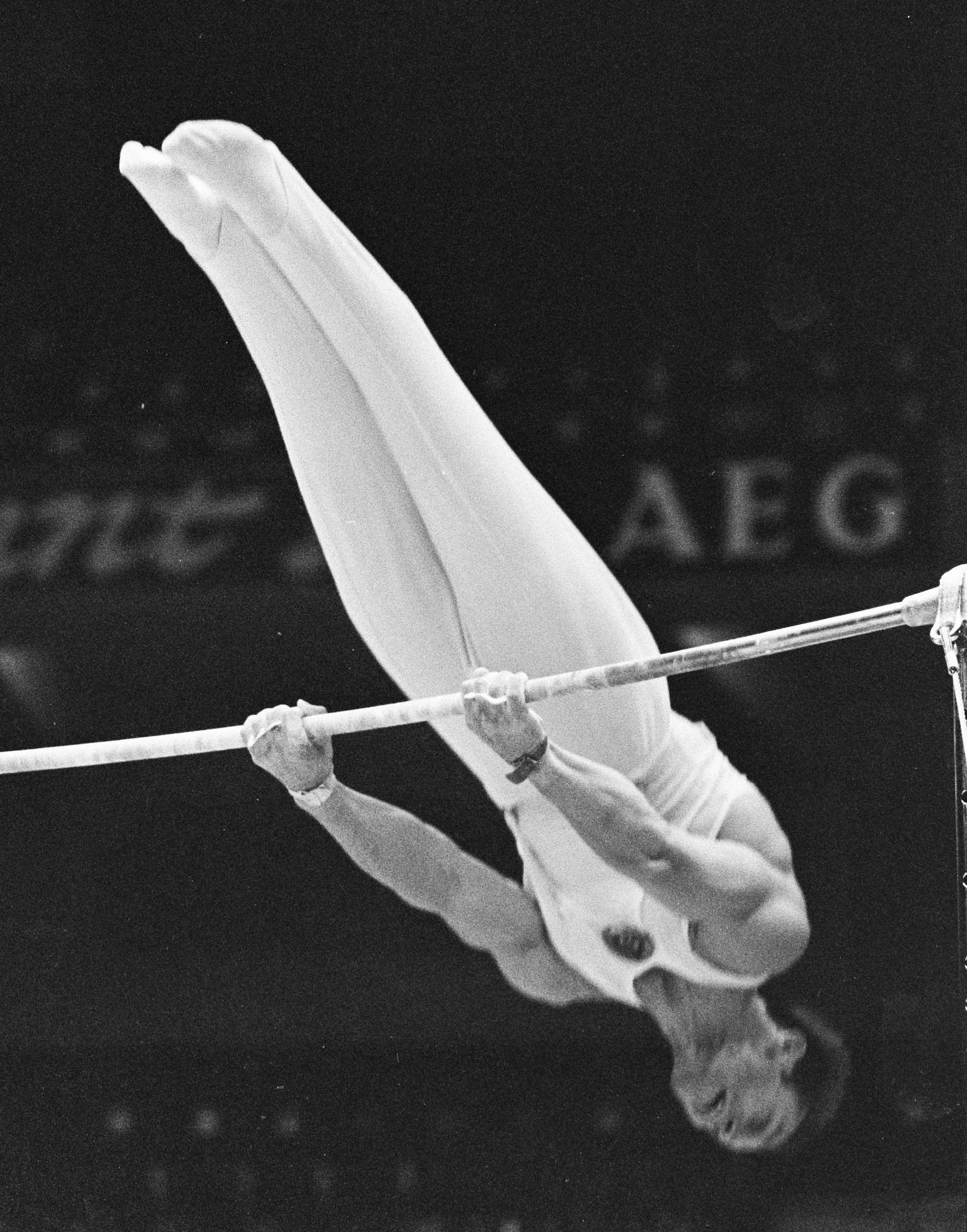
Juri Titow, Dortmund 1966

Juri Jewlampijewitsch Titow (russisch Юрий Евлампиевич Титов; * 27. November 1935 in Omsk) ist ein ehemaliger sowjetischer Kunstturner.

## Sportliche Laufbahn
Juri Titow gehörte von 1956 bis 1966 zur sowjetischen Turnmannschaft, er gewann eine olympische Goldmedaille mit der Mannschaft und insgesamt neun olympische Medaillen. 1956 und 1960 belegte er im Einzel-Mehrkampf jeweils den dritten Platz. Bei Turnweltmeisterschaften gewann Titow zehn Medaillen, darunter vier Goldmedaillen, bei den Turn-Weltmeisterschaften 1962 in Prag siegte er im Mehrkampf vor den Mehrkampfolympiasiegern von 1964 Yukio Endō und 1960 Boris Schachlin. Auf Vereinsebene startete Titow für Burewestnik Kiew.

## Nach dem aktiven Sport
Titow war von 1976 bis 1996 Präsident des Welt-Turnerbunds Fédération Internationale de Gymnastique. 1995 wurde er als Präsident des Turnverbands in das Internationale Olympische Komitee aufgenommen, schied aber mit seinem Rücktritt im Turnverband 1996 wieder aus. 1999 wurde er in die International Gymnastics Hall of Fame aufgenommen.

## Erfolge

### Olympische Spiele
- 1956
  - Platz 3 Mehrkampf Einzel
  - Platz 1 Mehrkampf Mannschaft
  - Platz 8 Barren
  - Platz 5 Boden
  - Platz 2 Reck
  - Platz 10 Ringe
  - Platz 5 Seitpferd
  - Platz 3 Sprung
- 1960
  - Platz 3 Mehrkampf Einzel
  - Platz 2 Mehrkampf Mannschaft
  - Platz 5 Barren
  - Platz 2 Boden
  - Platz 5 Reck
  - Platz 6 Ringe
  - Platz 5 Seitpferd
  - Platz 4 Sprung
- 1964
  - Platz 13 Mehrkampf Einzel
  - Platz 2 Mehrkampf Mannschaft
  - Platz 2 Reck

### Weltmeisterschaften
- 1958
  - Platz 3 Mehrkampf Einzel
  - Platz 1 Mehrkampf Mannschaft
  - Platz 3 Boden
  - Platz 3 Reck
  - Platz 3 Ringe
  - Platz 1 Sprung
- 1962
  - Platz 1 Mehrkampf Einzel
  - Platz 2 Mehrkampf Mannschaft
  - Platz 1 Ringe
- 1966
  - Platz 2 Mehrkampf Mannschaft

### Europameisterschaften
- 1957
  - Platz 2 Mehrkampf
  - Platz 3 Reck
  - Platz 2 Ringe
  - Platz 1 Sprung
- 1959
  - Platz 1 Mehrkampf Einzel
  - Platz 1 Barren
  - Platz 3 Boden
  - Platz 2 Reck
  - Platz 1 Ringe
  - Platz 1 Seitpferd
  - Platz 1 Sprung